# Aleksandr Marinesko
Aleksandr Iwanowicz Marinesko (ros. Александр Иванович Маринеско; ur. 2?/15 stycznia 1913 w Odessie, zm. 25 listopada 1963 w Leningradzie) – kapitan III rangi radzieckiej marynarki wojennej, dowódca okrętu podwodnego, który zatopił statki MS Wilhelm Gustloff oraz SS General von Steuben.

## Życiorys
Urodził się 2?/15 stycznia 1913 roku w Odessie, jego matka była Ukrainką, a ojciec Rumunem (nazwiskiem Marinescu). W dzieciństwie m.in. nurkował w porcie wyławiając monety rzucane ze statków pasażerskich. Mając 15 lat rozpoczął pracę jako steward na statku „Morze Czarne”. Po ukończeniu szkoły pracował jako marynarz, pływał na parowcach po Morzu Czarnym. Uczestniczył w ratowaniu załogi radzieckiej łodzi torpedowej która uległa awarii. Czynem tym zyskał sympatię komandora Floty Czarnomorskiej, który polecił przyjąć go do szkoły morskiej. W roku 1933 ukończył technikum morskie, po czym pływał jako III i II oficer na parowcach. W listopadzie 1933 roku został powołany do radzieckiej marynarki wojennej i po ukończeniu kursu pływał jako nawigator na okręcie podwodnym SCH-306 Piszka (Щ-306) Floty Bałtyckiej. W roku 1936 uzyskał stopień porucznika, a w 1938 awansował na starszego porucznika. Następnie służył jako zastępca dowódcy okrętu podwodnego D-1 („Dekabrist”), po czym został dowódcą małego okrętu podwodnego M-96 serii XII. Pomimo, że był to okręt wiekowy, dzięki Marinesce stał się najskuteczniejszym okrętem podwodnym na Bałtyku, m.in. przez dobre zgranie załogi. Za najlepsze wyniki w wyszkoleniu załogi M-96 w 1940 roku został awansowany na kapitana porucznika i nagrodzony złotym zegarkiem.
Po ataku Niemiec na ZSRR, od lipca 1941 pływał bojowo, dowodząc M-96. Uczestniczył na nim w trzech patrolach bojowych na Bałtyku. W czasie jednego z patroli został zaatakowany przez niemiecką łódź torpedową, uniknął jednak uszkodzeń lub zatopienia dowodzonego okrętu. 14 sierpnia 1942 roku okręt M-96 zatopił niemiecką ciężką barkę artyleryjską SAT-4 „Helene” o pojemności 1842 BRT (obiekt ataku i fakt zatopienia nie są z pewnością potwierdzone), za co Marinesko został odznaczony Orderem Lenina.
Mimo pewnych problemów z dyscypliną (nadużywanie alkoholu na terenie bazy), pod koniec roku 1942 Marinesko został awansowany na kapitana III rangi i ponownie przyjęty na kandydata do WKP(b), z której został wyrzucony w październiku 1941 roku. W kwietniu 1943 roku Marinesko został dowódcą średniego okrętu podwodnego S-13 serii IXbis. Podczas pierwszego patrolu, 9 października 1944 roku S-13, po niecelnym wystrzeleniu 4 torped w stronę uzbrojonego trawlera „Siegfried” (536 BRT), wdał się z nim w pojedynek artyleryjski na powierzchni, uszkadzając go, ale nie niszcząc. „Siegfried” bezpiecznie dotarł do Gdańska.
Za dalsze naruszanie dyscypliny w bazie i samowolne opuszczenie okrętu (połączone ze spędzeniem nocy u kochanki, która na dodatek była Szwedką lub, według innych źródeł, Finką, a więc wrogiem państwa radzieckiego), Marinesko miał być oddany pod sąd wojenny, jednakże przed tym przełożeni zezwolili mu „odkupić winy” i wykazać się w walce.  
11 stycznia 1945 roku Marinesko wyszedł na swój piąty patrol bojowy (drugi na S-13), który uczynił go najsłynniejszym z radzieckich podwodniaków. 30 stycznia czający się na krawędzi Ławicy Słupskiej S-13 zaatakował i storpedował na północ od Łeby transportowiec Kriegsmarine MS Wilhelm Gustloff, jak się okazało, wywożący II dywizję szkolną okrętów podwodnych oraz uchodźców niemieckich z Prus Wschodnich. Ze statkiem utonęło, według różnych szacunków, od 6000 do 9000 niemieckich cywilów, marynarzy i żołnierzy, przez co jego zatopienie stało się jedną z największych, a według niektórych największą katastrofą w dziejach żeglugi. W dalszym ciągu tego samego rejsu, 10 lutego 1945 S-13 storpedował i zatopił znajdujący się na północ od Ławicy Słupskiej transportowiec MS Steuben, z którym zginęło ok. 3000–4500 Niemców, z czego prawie połowę stanowili ranni żołnierze. Marinesko zatopił statki o największym łącznym tonażu spośród radzieckich podwodniaków – 42 557 BRT.
Pomimo sukcesu, Marinesko po powrocie nie przyznano tytułu Bohatera Związku Radzieckiego, lecz jedynie Order Czerwonego Sztandaru. Na ostatnim patrolu bojowym w kwietniu–maju 1945 Marinesko nie uzyskał już żadnych sukcesów; według przełożonych, z powodu błędnego manewrowania. Natomiast rozkazem ministra marynarki wojennej Nikołaja Kuzniecowa z 13 września 1945 roku za lekceważenie obowiązków, „systematyczne pijaństwo i rozwiązłość obyczajową”, Marinesko został odsunięty od służby na okrętach podwodnych i zdegradowany do starszego porucznika. Przejściowo, od października do listopada 1945, był dowódcą trałowca T-34, a 20 listopada 1945 został zwolniony do rezerwy.
Po wojnie, w latach 1946–1949 Marinesko pływał jako starszy oficer na statkach handlowych na Bałtyku. Za kradzież trafił na dwa lata do obozu na Kołymie. Następnie pracował poza żeglugą, a od 1953 był kierownikiem oddziału zaopatrzenia w leningradzkim zakładzie Mezon. Zmarł w Leningradzie po długiej chorobie 25 listopada 1963 roku. 
Przez wiele lat po wojnie władze radzieckie nie mówiły o zatopieniu „Gustloffa” ani o Marinesko; szersze informacje o tym pojawiły się w ZSRR w latach sześćdziesiątych XX wieku, już po jego śmierci. Dopiero w kolejnych latach propaganda radziecka wykreowała zatopienie „Gustloffa” jako „atak wieku”, a Marinesko zaczął być określany jako „podwodniak nr 1”. Powstały jednocześnie w piśmiennictwie różne mity na ten temat (jak rzekome ogłoszenie żałoby w Niemczech, uznanie Marinesko za osobistego wroga przez Hitlera lub uratowanie żeglugi alianckiej na skutek faktycznego zatonięcia z „Gustloffem” kilkuset marynarzy niemieckich okrętów podwodnych). Dopiero jednak 27 lat po śmierci, 5 maja 1990 otrzymał Marinesko pośmiertnie tytuł Bohatera Związku Radzieckiego. Jego imieniem nazwano muzeum okrętów podwodnych w Petersburgu oraz samolot typu Boeing 737 rosyjskich linii lotniczych KD Avia (rej. EI-DJR). Jego pomniki powstały w Królewcu, Kronsztadzie i Odessie.
Zatopienie „Gustloffa” stało się także przedmiotem licznych kontrowersji i powodem różnych ocen osoby Marinesko. Część źródeł, głównie radzieckich i rosyjskich utrzymuje, że zatopienie statku pasażerskiego służącego jako okręt Kriegsmarine, w takich okolicznościach (konwojowany i rzekomo zaciemniony), nie naruszało prawa międzynarodowego i było zgodne z II traktatem londyńskim regulującym m.in. zasady prowadzenia wojny na morzu.

## Ordery i odznaczenia
- Medal „Złota Gwiazda” Bohatera Związku Radzieckiego (pośmiertnie, 5 maja 1990)
- Order Lenina – dwukrotnie (1942, 1990 pośm.)
- Order Czerwonego Sztandaru – dwukrotnie
- Medal „Za zasługi bojowe”
- Medal „Za obronę Leningradu”
- Medal „Za zwycięstwo nad Niemcami w Wielkiej Wojnie Ojczyźnianej 1941-1945"
- Medal „W upamiętnieniu 250-lecia Leningradu”